# Suillus pungens
Espèce
Suillus pungens est une espèce de champignons basidiomycètes de la famille des Boletaceae.